# Болонська академія наук
44°29′48″ пн. ш. 11°21′07″ сх. д. / 44.4967° пн. ш. 11.352001° сх. д.
Академія наук Інституту Болоньї (або Болонська академія наук, італ. Accademia delle Scienze dell'Istituto di Bologna) — академія, заснована в Болоньї (Італія) в 1714 році. Тісно пов'язана з Болонським університетом.

## Історія
Близько 1690 року італійський студент Еустакіо Манфреді (Eustachio Manfredi, 1674—1739, згодом відомий математик та астроном) заснував у Болоньї математичне товариство, яке назвав «Академією неспокійних» (Academy degli Inquieti). Незабаром він почав залучати на засідання товариства медиків та фахівців інших спеціальностей. Товариство набуло певної популярності й підтримки, в 1704 році воно мало більш формальну структуру, з призначенням голови й секретаря[1]. Велику підтримку надав товариству вчений-аматор граф Марсільї, уродженець Болоньї; він надав для засідань свій будинок, а в 1714 році досяг створення Болонської академії наук, куди увійшло товариство, засноване Манфреді, а також раніше створена Марсілі Болонська академія образотворчих мистецтв (Accademia di Belle Arti di Bologna).
Спочатку Академія наук включала лише музей, який одночасно був навчальним закладом та називався Інститутом. В Інституті заснували п'ять професорських кафедр. Марсільї планував, що Академія та її Інститут проводитимуть наукові дослідження, розвиваючи досягнення Галілея та Ньютона, проте спочатку діяльність Академії обмежувалася спілкуванням науковців та улаштуванням наукових розваг та лекцій для відвідувачів. У 1725 році побудували вежу астрономічної обсерваторії, потім стали до ладу друкарня, бібліотека, майстерні та лабораторії. Болонська академія налагодила зв'язок із Паризькою академією та Лондонським королівським товариством.
Марсільї помер у 1730 році, але розвиток діяльності академії тривав і далі. Значну підтримку надавав римський Папа Бенедикт XIV, також уродженець Болоньї. У 1745 інститут відкрив добре обладнаний кабінет фізики. Одним із членів Інституту в 1732 році стала Лаура Бассі, друга європейська жінка, яка здобула вищу освіту (першою була Емілі дю Шатле). У 1763 році М. В. Ломоносов передав Болонській Академії наук збірку з дев'яти своїх робіт (у тому числі «Явлення Венери на Сонці») з дарчим написом латинською мовою: «Знаменитій Болонській академії наук автор». У 1764 Ломоносова обрали почесним членом Академії [3]. Наприкінці XVIII століття загальноєвропейської слави зажив болонський лікар Луїджі Гальвані, який відкрив «тваринну електрику» (animal electricity).
В епоху наполеонівських війн діяльність Академії тимчасово припинили (1804) й відновили у 1829 році. Серйозних проблем Інститут зазнав і під час об'єднання Італії (1859 рік). Певне пожвавлення діяльності відбулося на межі XIX—XX століть (Аугусто Риги, Джованні Капеліні, Гульельмо Марконі). На початку XX століття створено новий факультет гуманітарних наук, керований Джозуе Кардуччі та Джованні Пасколі, у тому числі з'явилися правознавці.

## Сучасна діяльність
Академія нині публікує оригінальні роботи в галузі гуманітарних та природничих наук, організовує конференції. У спільних з університетом Болоньї семінарах беруть участь близько 1500 вчених щорічно.
Члени Академії діляться на 8 тематичних секцій — 4 з природничих наук та 4 з гуманітарних.
1. Математика, фізика, хімія, геологія.
2. Технічні науки.
3. Біологія.
4. Медицина.
5. Історія та філологія.
6. Право, економіка, фінанси.
7. Філософія, педагогіка, антропологія.
8. Політичні та соціальні науки.